# Ogyrides alphaerostris
Ogyrides alphaerostris es una especie de camarón acuático de la familia Ogyrididae, orden Decapoda. La especie fue descrita en el año 1880 y habita en el Indo-Pacífico.